# طرزلو
طرزلو هي قرية في مقاطعة أرومية، إيران. عدد سكان هذه القرية هو 18 في سنة 2006.